# Nyakidogo
Nyakidogo är ett vattendrag i Burundi.   Det ligger i provinsen Gitega, i den centrala delen av landet, 90 km öster om huvudstaden Bujumbura.
Omgivningarna runt Nyakidogo är en mosaik av jordbruksmark och naturlig växtlighet. Runt Nyakidogo är det ganska tätbefolkat, med 192 invånare per kvadratkilometer.